# Ścinawa (powiat oławski)
Ścinawa – wieś w Polsce położona w województwie dolnośląskim, w powiecie oławskim, w gminie Oława. 
Liczba mieszkańców na dzień 31 grudnia 2017 wynosiła 397. Obszar – 655,05 ha według danych Urzędu Gminy Oława.

## Podział administracyjny
W latach 1975–1998 miejscowość należała administracyjnie do województwa wrocławskiego.

## Krótki opis
Wieś posiada jeden sklep spożywczo-przemysłowy. W czasach PRL istniał w Ścinawie PGR.

## Zabytki
We wsi nie ma kościoła ani żadnych innych zabudowań sakralnych. Do wojewódzkiego rejestru zabytków wpisany jest:
- park pałacowy, z końca XIX w.